# حارة بستان ناصر (صنعاء)
حارة بستان ناصر هي إحدى حارات حي معين بمديرية معين إحد مديريات العاصمة اليمنية صنعاء، بلغ تعداد سكانها 4951 نسمة حسب تعداد اليمن لعام 2004.